# Gourdon-Murat
Gourdon-Murat is een gemeente in het Franse departement Corrèze (regio Nouvelle-Aquitaine) en telt 109 inwoners (2015). De plaats maakt deel uit van het arrondissement Ussel.

## Geografie
De oppervlakte van Gourdon-Murat bedraagt 15,9 km², de bevolkingsdichtheid is dus 6,9 inwoners per km².
De onderstaande kaart toont de ligging van Gourdon-Murat met de belangrijkste infrastructuur en aangrenzende gemeenten.

## Demografie
Onderstaande figuur toont het verloop van het inwonertal (bron: INSEE-tellingen).